# 콩로
콩로(베트남어: Khổng Lộ, 空路, 1016년 ~ 1094년)는 베트남의 승려이다. 남딘 성 출신이며 속성은 즈엉(Dương, 楊)이다. 원래는 어부로 근무했지만 불가에 귀의하면서 출가했다. 승려가 된 이후에는 작하이(Giác Hải) 승려와 함께 불교의 가르침을 받았다.